# Negria
Negria é um género botânico pertencente à família Gesneriaceae.

## Espécies
- Negria melicoides
- Negria rhabdothamnoides